# Cardiochiles volgensis
Cardiochiles volgensis är en stekelart som beskrevs av Vladimir Ivanovich Tobias 1986. Cardiochiles volgensis ingår i släktet Cardiochiles och familjen bracksteklar. Inga underarter finns listade.